# Matteo da Bascio
Matteo da Bascio, também conhecido como  Matteo Di Bassi (Bascio, Pennabilli, c. 1495 – Veneza, 6 de agosto de 1552) foi o fundador da Ordem dos Frades Menores Capuchinhos, mais conhecida como Capuchinhos.
Após reunir-se à Ordem dos Franciscanos por volta de 1511 no convento de Montefalcone (Diocese de Fermo), Matteo foi ordenado padre em 1520.
Matteo, observando que a roupa vestida pelos Franciscanos não era do mesmo tipo que a vestida por São Francisco de Assis, desejou que a Ordem recuperasse os valores originais de simplicidade e pobreza de São Francisco. Assim, como exemplo, ele fabricou um capuz pontudo, deixou a barba crescer e começou a andar descalço.